# Rangaku

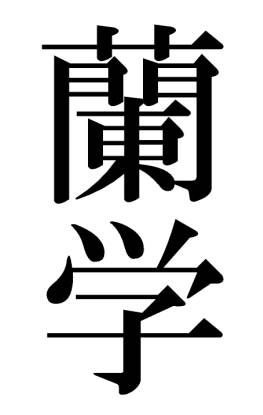
Rangaku (kínai írásjegyekkel)

A rangaku (蘭学) (holland tanulmányok) a nyugati világ tanulmányozását jelenti a holland nyelv segítségével. Az izoláció idején, 1641 és 1720 között, csak holland nyelvű könyveket engedélyeztek Japánban. A keresztény vallással foglalkozó írásokat tilos volt bevinni, sőt azt is ellenőrizték, hogy tartalmaz-e a könyv a kereszténységre vonatkozó utalásokat. 1720 után, Tokugava Josimune sógun uralma alatt már nyelvtől függetlenül engedélyezték a külföldi könyveket, a vallással foglalkozó írások kivételével.

## Története
Az utolsó portugálok (nanbandzsin) kiűzése, és a japán keresztények üldözése után csak a Holland Kelet-indiai Társaság kereskedői, alkalmazottai és orvosai kaptak 1640-től kikötési és tartózkodási engedélyt a Nagaszaki melletti Dedzsima mesterséges szigeten. A kereskedelmi lerakat (factorij) vezetőjének (opperhoofd) évente (1790 után négy évente) kellett tiszteleti látogatást (Edo-sanpu) tennie a sógun udvarában. A vörösfejűeken (kómódzsin) keresztül ismerték meg a nyugati világban zajló ipari és tudományos forradalom vívmányait. 

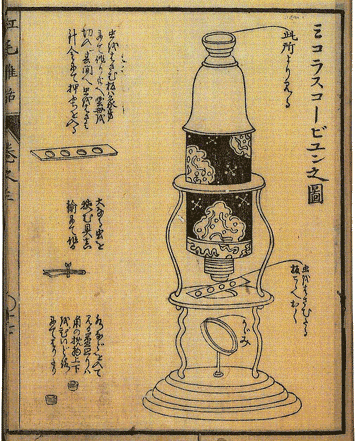
Mikroszkóp illusztrációja Morisima Csúrjó a Hollandok beszélgetései könyvéből

A lipcsei Caspar Schamberger sebészorvos 1650-ben érkezett Edóba, és befolyásos, magas rangú személyekre gyakorolt nagy hatást gyógyító módszereivel, terápiájával.
A kereskedelmi lerakaton keresztül orvosi műszerek, desztilláló berendezések, nagyítók, mikroszkópok, távcsövek, viharbarométerek, órák, olajfestmények, valamint hasznos és fura tárgyak kerültek be Japánba, amelyek felkeltették az érdeklődést a nyugati világ iránt. A dedzsimai lerakat japán tolmácsai, fordítói új ismeretekre, szaktudásra tettek szert, hiszen fordítást, ismertetőt, beszámolót kellett írniuk a behozott tárgyakról. A tolmácsolás gyakran családi foglalkozássá vált. Tudásra szomjas japánok költöztek Nagaszakiba, hogy az országosan ismert holland tolmácsoknál (阿蘭陀通詞 / 阿蘭陀通事, oranda cúdzsi) tanulmányozzák a külföldi könyveket és tárgyakat. Végül holland tanulmányokra szakosodó magániskolák nyíltak (蘭学塾 rangaku dzsuku). A lefordított szövegeket gyakran kézzel másolták, de egyre több technikával, és tudománnyal foglalkozó könyv jelent meg nyomtatásban is. 
1774-ben adták ki Johann Adam Kulmus német anatómus Tabulae Anatomicae holland kiadásának japán fordítását, amelynek nyomán jelentősen megnőtt az érdeklődés a rangaku iránt.
1787-ben Morisima Csúrjó jelentette meg a Hollandok beszélgetései (紅毛雑話, Kómó zacuva) könyvét, amelyben bemutatja a mikroszkópot és a hőlégballont, továbbá leírja a rézlemezt használó nyomtatást, a nagyobb hajók építését, az elektrolizátort, a különböző orvosi gyógymódokat, festési technikákat, és a japán földrajzi ismereteket aktualizálja.
1798–99-ben jelent meg az első, 64035 szót tartalmazó, 13 kötetes holland–japán szótár (Haruma-vage) (波留麻和解 Halma japán magyarázata), amely François Halma holland nyomdász 1782-ben kiadott flamand–francia szótára alapján készült. A szótár Inamura Szanpaku, Udagava Genzui és Okada Hoszecu nevéhez fűződik. Mindhárman Ócuki Gentaku orvos és rangaku-tudós tanítványai voltak.
Az orvostudomány mellett a csillagászat, matematika, botanika, fizika, geográfia, geodézia iránt is megnőtt az érdeklődés. S mivel a külországok egyre nagyobb nyomást gyakoroltak Japánra, a hadtudományok és a ballisztika is fontossá váltak.
1804 és 1829 között a sógunátus az egész országban iskolákat nyitott, hogy az új ismeretek elterjedjenek.
Philipp Franz von Siebold bajor orvos, botanikus, és etnológus 1823-ban érkezett Japánba. 1824-ben kezdett tanítani Nagaszaki közelében a Narutaki-dzsuku orvosi iskolában, miközben betegeket is gyógyított, ellátott. A diákok ellenszolgáltatásként segédkeztek egy jelentős természetrajzi gyűjtemény összeállításában.

## A holland tanulmányok fontosabb tudományterületei

### Orvostudomány
Hosszú ideig csak a sebészeti eljárásokra irányult a figyelem (sebek, daganatok, törések, ficamok ellátása). A nyugati anatómiával foglalkozó japán fordítások már a 17. században megjelentek, de nem játszottak szerepet az orvosi gyakorlatban. Később nem csak az orvosok, de a hagyományos gyógyászattal foglalkozók is átvettek bizonyos nyugati gyógymódokat.
A tetemek anatómiai boncolását mégsem egy rangaku-tudós, hanem Jamavaki Tójó, a kínai–japán orvosi hagyományok képviselője vezette be, mert eltéréseket észlelt a klasszikus szövegekben, és a kilenc-szerv elméletet akarta ellenőrizni. A boncolást 1759-ben végezték hatósági engedéllyel egy kivégzett bűnöző tetemén. Az eredményt Anatómia (蔵志, Zósi) munkájában publikálta, ami nagy feltűnést keltett. Ezt követően az országban több helyen végeztek boncolást. Kavagucsi Sinnin volt az első orvos, aki maga végezte a boncolást. Segédje Ogino Gengai volt, aki a népi és a nyugati gyógymódokat egyaránt alkalmazta. Kavagucsiék önálló megfigyeléseket is végeztek, felmérték a belső szerveket, és leírták jellemzőiket. Kavagucsi, Ogino tiltakozása ellenére is kiadta a művet 1774-ben Tetemboncolás (解屍編, Kaisihen) címmel.

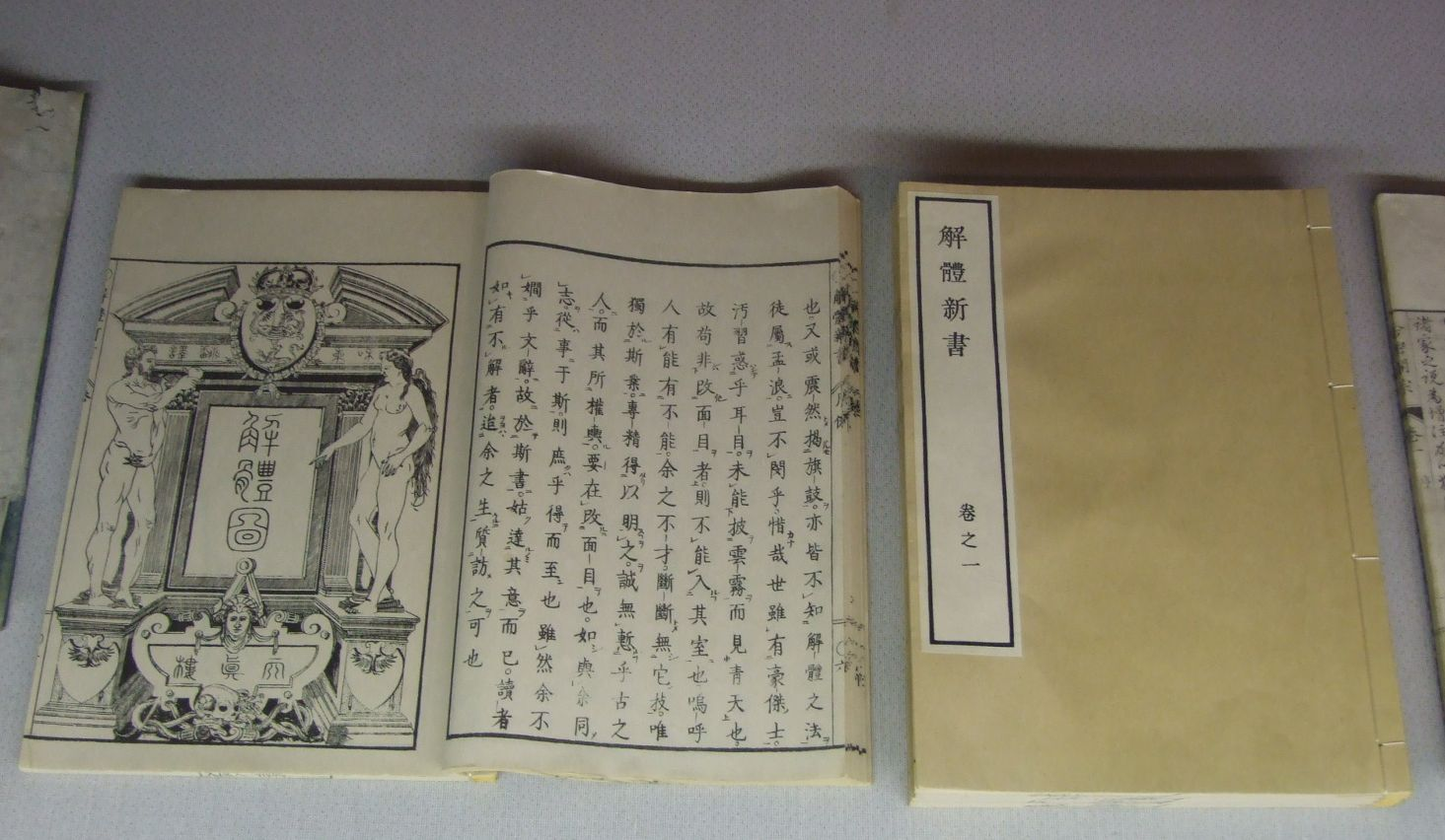
Kaitaisinso

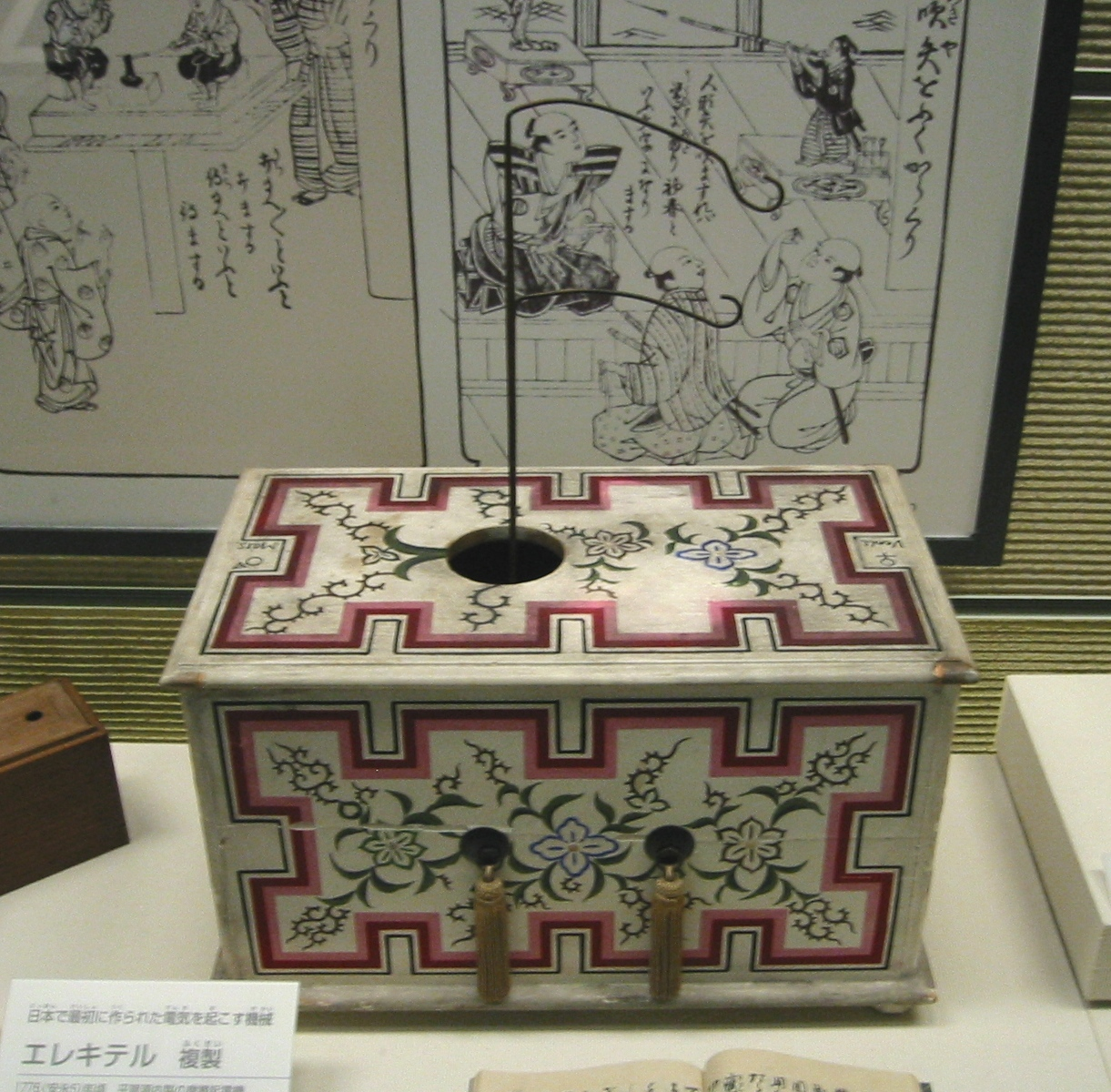
Japán első elektrizáló műszere (1776)

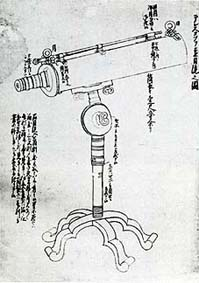
Kunitomo távcsöve

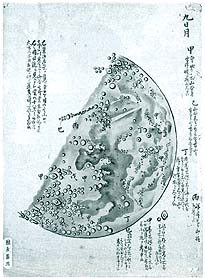
Kunitomo rajza a hold felszínéről

Szintén 1774-ben adták ki Johann Adam Kulmus német anatómus Tabulae Anatomicae (1732) holland kiadásának az Ontleedkundige Tafelennek (1734) a japán fordítását Az anatómia új tudományos leírása (解体新書, Kaitaisinso) címmel. A mű Mano Rjótaku, Szugita Genpaku, Nakagava Jun’an, Kacuragava Hosú, és más orvosok munkája volt. Az ábrákat a nyugati festészetben jártas Odano Naotake készítette. A mű tartalmilag meghaladta mindazt, amit addig az anatómia témában publikáltak.
1804. október 13-án a világon először alkalmazott anesztéziát Hanaoka Szeisú sebész egy rákos nőbetegen végzett emlő eltávolító műtét közben. Az altatószert kínai gyógynövényekből készítette, ami először a fájdalomérzetre hatott, majd elaltatta a beteget. Szeisú érzéstelenítése 40 évvel előzte meg az első nyugati dietil-éterrel és kloroformmal végzett kísérleteket.
1838-ban Ogata Kóan alapított rangaku-iskolát Oszakában. Az ő nevéhez fűződik az első patológiával foglalkozó japán mű, Bjógakucúron (病学通論). Az oszakai rangaku-iskola legismertebb tanítványai közé tartozott Fukuzava Jukicsi, Ótori Keiszuke katonatiszt és politikus, Nagajo Szenszai orvos, Hasimoto Szanai szamuráj, Ómura Maszudzsiró katonatiszt, hadtudós, aki átszervezte a japán hadsereget, Szano Netami politikus, aki később kulcsszerepet játszott Japán modernizálásában.

### Fizika
Az első rangaku-tudósok közül néhányan összegyűjtötték a 17. században megjelent fizikai elméleteket. A legjelentősebb tudós, Sizuki Tadao, egy Nagaszakiban tevékenykedő tolmács család tagja volt. Miután áttanulmányozta a holland nyelvtant, 1798-ban lefordította a brit John Keill Introductio ad Veram Physicam (1701) című munkáját, melyet Johan Lulofs holland fizikus és csillagász fordított angolból 1741-ben. A mű Isaac Newton elméleteivel foglalkozott. Sizuki számos tudományos alapfogalmat hozott létre, melyek közül néhányat a mai napig használnak Japánban: 重力 dzsúrjoku: gravitáció, 引力 inrjoku: vonzóerő), 遠心力 ensinrjoku: centrifugális erő, 集点 dzsúten: tömegközéppont.
Hoasi Banri konfuciánus tudós szótárból tanulta meg a holland nyelvet. 1810-ben adta közre Útmutató a fizikai tudományokhoz (窮理通, Kjúri-cú) művét, melyet 13 holland könyv alapján írt.

### Elektromos jelenségek
Elektromos kísérleteket is végeztek. A leideni palack feltalálása után Hiraga Gennai a hollandokon keresztül egy dörzselektromosságot fejlesztőhöz hasonló eszközt vásárolt 1770 körül. Üvegcsőbe helyezett, arannyal bevont dugó dörzsölésével statikus elektromosság keletkezett. A japán tudósok a leideni palackhoz hasonló eszközt készítettek, és azt tovább fejlesztették az erekiteru-nak nevezett készülékké. Ezek a korai generátorok elsősorban szórakoztatásra szolgáltak, és érdekes furcsaságokat kínáló üzletekben árulták. 
1811-ben jelentette meg Hasimoto Munejosi az Értekezés a hollandok által feltalált erekiteru (阿蘭陀始制エレキテル究理原) működési elvéről című könyvét. Ez volt az első japán tanulmány, amely az elektromossággal foglalkozott. Művében ismertette az elektromos generátorokkal végzett kísérleteket, írt az emberi testen át vezetett elektromos energiáról, Benjamin Franklin kísérleteiről, továbbá számos más elektromos jelenségről.

### Kémia
Udagava Jóan 1837 és 1847 tette közzé a Bevezetés a kémiába című munkáját. A mű eredetileg Willam Henry brit vegyész 1799-ben megjelent Elements of Experimental Chemistry művének német nyelvű bővített, majd hollandra fordított, szintén bővített kiadásának a fordítása. Udagava olyan tudományos alapfogalmakat hozott létre, melyeket még ma is használnak Japánban: oxigén, nitrogén, szén, kémiai elem, analízis, oxidáció, redukció, telített kötés, vegyület.

### Optika
Az első távcsövet John Saris angol kapitány ajándékozta Tokugava Iejaszu sógunnak 1614-ben, amikor kereskedelmi kapcsolatokat igyekezett létrehozni Anglia és Japán között. A holland Hans Lipperhey távcsöve alig 6 évvel elkészítése után már Japánba került a holland kereskedőkön keresztül. A 18. század elején Nagaszaki ügyes kezű kézművesei az importált távcsöveket át tudták alakítani a helyi igényeknek megfelelően. Kunitomo Ikkanszai fegyverkovács és feltaláló 1831-ben több hónapot töltött Edóban, ahol tanulmányozta a Hollandiából származó tárgyakat. Nagahamában, a Siga prefektúrában készítette el a Gregory-rendszerű tükrös távcső pontos mását. Ennek a távcsőnek az ábráját James Gregory skót matematikus és csillagász tette közzé 1663-ban az Optica Promota című munkájában. Kunitomo tükrös teleszkópja hatvanszorosára nagyított, ezért jól megfigyelhette a napfoltokat és a Hold felszínét is. Négy általa készített távcső maradt fent.

## Technika

### Automaták és órák

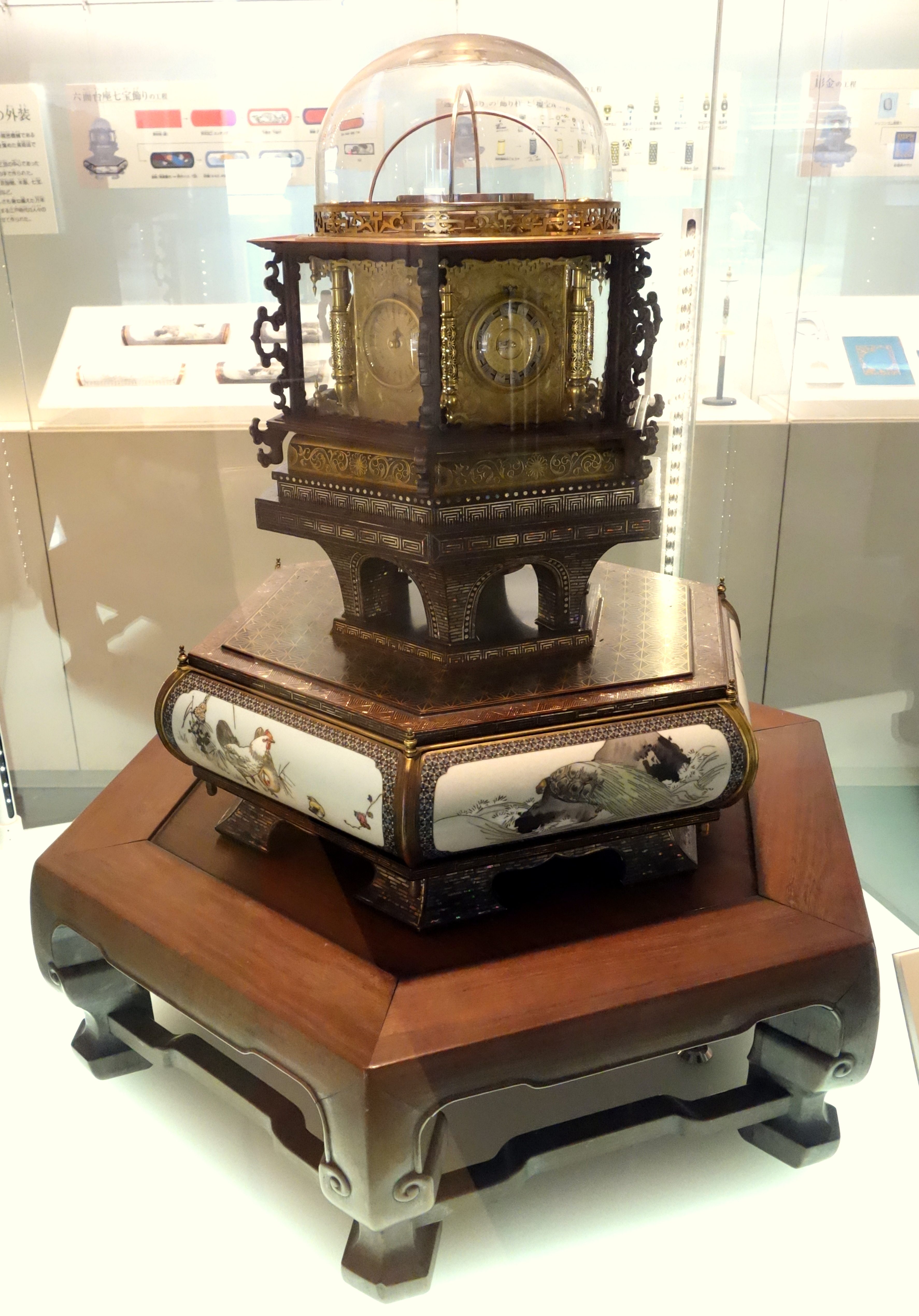
Tanaka Hiszasige órája

A karakuri babák rugókkal, fogaskerekekkel, kurblival működtek, és a szórakozást szolgálták. 
A réz- vagy fémtokba ágyazott laterna órák már a 16. században megjelentek Japánban a jezsuita misszionáriusokon, majd a 17. század folyamán a holland kereskedőkön keresztül. Hamarosan a helyi kézművesek elkészítették az első japán órákat (vadokei). 1850-ben Tanaka Hiszasige mérnök nevéhez fűződik a tízezer év-óra (mannen-tokei). 

## Fordítás
- Ez a szócikk részben vagy egészben  a   Rangaku című német Wikipédia-szócikk ezen változatának fordításán alapul.  Az eredeti cikk szerkesztőit annak laptörténete sorolja fel. Ez a jelzés csupán a megfogalmazás eredetét és a szerzői jogokat jelzi, nem szolgál a cikkben szereplő információk forrásmegjelöléseként.